# Rinat Leonyidovics Ahmetov
Rinat Leonyidovics Ahmetov (ukránul: Рінат Леонідович Ахметов) (Doneck, 1966. szeptember 21. –)  tatár származású ukrán üzletember és politikus.

## Az üzletember
Ő a leggazdagabb ukrán üzletember, főtulajdonosa a  System Capital Management (SCM) csoportnak, amely szinte mindennel foglalkozik az acélipartól a bankszférán át a gyógyszergyártásig, újságot, rádió- és tévéadót ellenőriz. Érdekeltségi körébe tartozik a Dunaferr Rt. is. A Sahtar Doneck labdarúgóklub elnöke és tulajdonosa.
2008-ban az ukrán Korreszpondent magazin közzétette a leggazdagabb ukránokat tartalmazó listáját, amely szerint Ahmetov 31,1 milliárd dollárra becsült vagyonával Európa leggazdagabb embere.

## Politikai szerepvállalása
2006 márciusában a Viktor Janukovics vezette Régiók Pártja listáján parlamenti mandátumot szerzett.

## Külső hivatkozások
- A leggazdagabb kelet-európai
- SCM
- A leggazdagabb európai

1. ↑  https://web.archive.org/web/20180909000339/https://gorod-donetsk.com/pochetnie-grazhdane-donetska